# Lista de prefeitos de Aracruz
Esta é a lista de prefeitos do município de Aracruz, estado brasileiro do Espírito Santo.
| Nº                                                    | Nome                                                      | Imagem                                           | Partido                                          | Início do mandato       | Fim do mandato                          | Observações                           |
| Primeira República (1914–1930)                        |                                                           |                                                  |                                                  |                         |                                         |                                       |
| 1                                                     | João Soares Ferreira de Moraes                            |                                                  | Partido Progressista PP                          | 1º de março de 1914     | 20 de fevereiro de 1916                 | Intendente                            |
| 2                                                     | Deocleciano Barbosa Tabachi                               |                                                  | Partido Progressista PP                          | 21 de fevereiro de 1916 | 9 de maio de 1920                       | Intendente                            |
| 3                                                     | Pedro Tabachi                                             |                                                  | Partido Progressista PP                          | 10 de maio de 1920      | 23 de dezembro de 1924                  | Intendente                            |
| 4                                                     | Manoel Pereira da Fraga                                   |                                                  | Partido Progressista PP                          | 24 de fevereiro de 1925 | 24 de dezembro de 1928                  | Presidente da Câmara Municipal        |
| 5                                                     | José Ferreira Lamego                                      |                                                  | PLC                                              | 25 de dezembro de 1928  | 11 de novembro de 1930                  | Intendente                            |
| Segunda e Terceira República — Era Vargas (1930–1945) |                                                           |                                                  |                                                  |                         |                                         |                                       |
| 6                                                     | Edísio da Costa Cirme                                     |                                                  | Partido Republicano PRN                          | 12 de novembro de 1930  | 13 de fevereiro de 1936                 | Prefeito nomeado                      |
| 7                                                     | Homero Ribeiro do Nascimento                              |                                                  | Partido Republicano PRN                          | 14 de fevereiro de 1936 | 31 de dezembro de 1938                  | Prefeito nomeado                      |
| 8                                                     | José de Assis Gomes                                       |                                                  | Partido Republicano PRN                          | 1º de janeiro de 1939   | 11 de setembro de 1940                  | Prefeito nomeado                      |
| 9                                                     | Antônio Silva Ferreira Lamego                             |                                                  | Partido Republicano PRN                          | 12 de setembro de 1940  | 1º de janeiro de 1942                   | Prefeito nomeado                      |
| 10                                                    | Antônio Luiz da Costa                                     |                                                  | Partido Liberal PL                               | 2 de janeiro de 1942    | 31 de dezembro de 1946                  | Prefeito nomeado                      |
| Quarta República (1945–1964)                          |                                                           |                                                  |                                                  |                         |                                         |                                       |
| 11                                                    | Lydio Martins Flores                                      |                                                  | Partido Republicano PRN                          | 1º de janeiro de 1947   | 31 de dezembro de 1947                  | Prefeito nomeado                      |
| 12                                                    | Luiz Theodoro Musso                                       |                                                  |                                                  | 1º de janeiro de 1948   | 30 de janeiro de 1951                   | Prefeito eleito em sufrágio universal |
| 13                                                    | Bartholomeu dos Santos Ribeiro (Aracruz, 18.08.1905–19??) |                                                  |                                                  | 31 de janeiro de 1951   | 8 de fevereiro de 1953                  | Presidente da Câmara Municipal        |
| 14                                                    | João Ubaldo do Nascimento                                 |                                                  |                                                  | 8 de fevereiro de 1953  | 30 de setembro de 1957                  | Prefeito eleito em sufrágio universal |
| 15                                                    | Pedro de Araújo Leal                                      |                                                  |                                                  | 1º de outubro de 1957   | 30 de janeiro de 1959                   | Presidente da Câmara Municipal        |
| 16                                                    | Primo Bitti (1922–03.06.2001)                             |                                                  | Partido Social Democrático PSD                   | 31 de janeiro de 1959   | 31 de janeiro de 1963                   | Prefeito eleito em sufrágio universal |
| 17                                                    | Pedro de Araújo Leal                                      |                                                  |                                                  | 1º de fevereiro de 1963 | 31 de janeiro de 1967                   | Prefeito eleito em sufrágio universal |
| Quinta República (1964–1985)                          |                                                           |                                                  |                                                  |                         |                                         |                                       |
| 18                                                    | Primo Bitti                                               |                                                  | Aliança Renovadora Nacional ARENA                | 1º de fevereiro de 1967 | 31 de janeiro de 1971                   | Prefeito eleito em sufrágio universal |
| 19                                                    | Silvestre Zanchetta                                       |                                                  | Aliança Renovadora Nacional ARENA                | 1º de fevereiro de 1971 | 31 de janeiro de 1973                   | Prefeito eleito em sufrágio universal |
| 20                                                    | Primo Bitti (1922–03.06.2001)                             |                                                  | Aliança Renovadora Nacional ARENA                | 1º de fevereiro de 1973 | 31 de janeiro de 1977                   | Prefeito eleito em sufrágio universal |
| 21                                                    | Heraldo Barbosa Musso (Aracruz, 05.08.1936–03.06.2001)    |                                                  | Aliança Renovadora Nacional ARENA                | 1º de fevereiro de 1977 | 13 de maio de 1982                      | Prefeito eleito em sufrágio universal |
| 22                                                    | José Pessotti                                             |                                                  |                                                  | 14 de maio de 1982      | 31 de janeiro de 1983                   | Presidente da Câmara Municipal        |
| Sexta República, ou Nova República (1985–presente)    |                                                           |                                                  |                                                  |                         |                                         |                                       |
| 23                                                    | Primo Bitti (1922–03.06.2001)                             |                                                  | Partido do Movimento Democrático Brasileiro PMDB | 1º de fevereiro de 1983 | 31 de dezembro de 1988                  | Prefeito eleito em sufrágio universal |
| 24                                                    | Heraldo Barbosa Musso                                     |                                                  | Partido Democrático Social PDS                   | 1º de janeiro de 1989   | 31 de dezembro de 1992                  | Prefeito eleito em sufrágio universal |
| 25                                                    | Primo Bitti (1922–03.06.2001)                             |                                                  | Partido do Movimento Democrático Brasileiro PMDB | 1º de janeiro de 1993   | 31 de dezembro de 1996                  | Prefeito eleito em sufrágio universal |
| 26                                                    | Luís Carlos Cacá Gonçalves (1955–)                        |                                                  | Partido da Social Democracia Brasileira PSDB     | 1º de janeiro de 1997   | 31 de dezembro de 2000                  | Prefeito eleito em sufrágio universal |
| 26                                                    | Luís Carlos Cacá Gonçalves (1955–)                        | 1º de janeiro de 2001                            | Partido da Social Democracia Brasileira PSDB     | 31 de dezembro de 2004  | Prefeito reeleito em sufrágio universal |                                       |
| 27                                                    | Ademar Coutinho Devens, Dr. Ademar (Aracruz, 13.10.1959–) |                                                  | Partido Democrático Trabalhista PDT              | 1º de janeiro de 2005   | 31 de dezembro de 2008                  | Prefeito eleito em sufrágio universal |
| 27                                                    | Ademar Coutinho Devens, Dr. Ademar (Aracruz, 13.10.1959–) | Partido do Movimento Democrático Brasileiro PMDB | 1º de janeiro de 2009                            | 31 de dezembro de 2012  | Prefeito reeleito em sufrágio universal |                                       |
| 28                                                    | Marcelo de Souza Coelho (Linhares, 23.05.1971–)           |                                                  | Partido Democrático Trabalhista PDT              | 1º de janeiro de 2013   | 31 de dezembro de 2016                  | Prefeito eleito em sufrágio universal |
| 29                                                    | Jones Cavaglieri (Aracruz, 20.10.1950–)                   |                                                  | Solidariedade SD                                 | 1º de janeiro de 2017   | 31 de dezembro de 2020                  | Prefeito eleito em sufrágio universal |
| 30                                                    | Luiz Carlos Coutinho, Dr. Coutinho (Aracruz, 03.10.1947–) |                                                  | Cidadania                                        | 1º de janeiro de 2021   | 31 de dezembro de 2024                  | Prefeito eleito em sufrágio universal |
| 30                                                    | Luiz Carlos Coutinho, Dr. Coutinho (Aracruz, 03.10.1947–) | Progressistas PP                                 | 1º de janeiro de 2025                            | Atual                   | Prefeito reeleito em sufrágio universal |                                       |